# The Impossible Mrs. Bellew
The Impossible Mrs. Bellew é um filme mudo estadunidense de 1922. É considerado um filme perdido.
No Brasil o filme foi lançado em 1923; na ocasião a revista A Scena Muda trazia a legenda sob a foto de Gloria Swanson no papel-título: "Ela bem sentia que todos fugiam de sua presença mas afrontava a maledicência".

## Sinopse
Lance Bellew tem uma amante, Naomi Templeton, e por causa dela ignora sua esposa, Betty; apesar disto, vê-se louco de ciúmes quando a vê na companhia do amigo da família, Jerry Woodruff, e atira nele; preso, é levado a julgamento e em sua defesa alega que a esposa o traía e ela, pensando no melhor para o filho do casal, não contesta essa falsa alegação.
Os jurados concordam com a alegação de Lance e a reputação da esposa está arruinada e ela acaba por perder a guarda do filho; sozinha, viaja para a França onde se torna amiga do escritor John Helstan mas, a conselho de seu pai, decide romper o relacionamento para o bem dele.
John, que acreditava ser Betty uma boa mulher, muda de ideia quando testemunha seu comportamento numa festa dada pelo Conde Radisloff; enquanto isso seu marido e a tia dele Agatha mudam sua conduta em relação à ex-mulher e a tia leva Lance Jr. até o país europeu para encontrar a mãe, bem a tempo de contar a verdade para John e permitir que este a salve da influência do conde.

## Elenco
- Gloria Swanson as Betty Bellew
- Robert Cain, como Lance Bellew
- Conrad Nagel, como John Helstan
- Richard Wayne, como Jerry Woodruff
- Frank Elliott, como Conde Radistoff
- Gertrude Astor, como Alice Granville
- June Elvidge, como Naomi Templeton
- Herbert Standing, como Rev. Dr. Helstan
- Michael D. Moore, como Lance Bellew, Jr. (aos 4 anos)
- Pat Moore, como Lance Bellew, Jr. (aos 6 anos)
- Helen Dunbar, como tia Agatha
- Arthur Stuart Hull, como o advogado Potter
- Clarence Burton, como detetive